# Ahmed Khatib
Ahmad Hassan al-Khatib (àrab: أحمد الحسن الخطيب, Aḥmad al-Ḥasan al-Ḫaṭīb) (As-Suwayda, Síria, 1933 - Damasc, Síria, 1982) fou un polític sirià, president de la república de forma interina entre 1970 i 1971. Membre del Partit Baas, aquest polític va rebre l'encàrrec per part del general Hafez al-Assad de substituir el deposat Nureddin al-Atassi. La seva presidència, doncs, es va veure totalment controlada per al-Assad, fins que fou substituït per ell mateix només quatre mesos després del cop d'estat. Posteriorment, fou nomenat president del Parlament de Síria, càrrec que ocupà del 22 de febrer de 1971 fins al 26 de desembre del mateix 1971.
Situat en un segon pla, al-Khatib va morir a Damasc el 1982.